# Ernesto de Zulueta e Isasi
Ernesto de Zulueta e Isasi (Bilbao, 26 de abril de 1892-Madrid, 9 de septiembre de 1969) fue un diplomático español.

## Biografía
Nacido en Bilbao, hijo de Ernesto de Zulueta y Samá, de los marqueses de Álava vizcondes de Casa Blanca (La Granja de San Ildefonso, 10 de julio de 1855 - Bilbao, 2 de diciembre de 1919) y esposa y prima (m. Algorta, 5 de septiembre de 1881) María de Isasi y Murgoitio, de los marqueses de Barambio (Bilbao, 10 de septiembre de 1854 - 1 de noviembre de 1934). 

## Carrera
Fue Embajador de España en Estocolmo, Jefe del Gabinete Diplomático, Consejero de la Embajada de España en Buenos Aires, etc. Fue nombrado Gran Cruz de la Orden del Mérito Civil de España y Caballero Gran Cruz de Primera Clase de la Orden de San Gregorio Magno de la Santa Sede, y comendador de la Orden de Cristo de Portugal, de la Orden de Carlos III, etc. 

## Vida personal
Contrajo matrimonio en París el 25 de abril de 1922 con María de la Concepción Dato y Barrenechea (Madrid, 2 de mayo de 1890 - Madrid, 16 de septiembre de 1973), hija de Eduardo Dato e Iradier (La Coruña, 12 de agosto de 1856 - Madrid, 8 de marzo de 1921) y esposa María de Barrenechea, I duquesa de Dato, fallecida en Madrid en 1926, y tuvo descendencia, entre ellas el diplomático español Eduardo de Zulueta y Dato. 